# Gomphidia ganeshi
Gomphidia ganeshi är en trollsländeart som beskrevs av Chhotani, Lahiri och M 1983. Gomphidia ganeshi ingår i släktet Gomphidia och familjen flodtrollsländor. Inga underarter finns listade i Catalogue of Life.